# Montes Pyrenaeus
Montes Pyrenaeus är en bergskedja på sydöstra delen av den sida av månen som är vänd mot Jorden. Den är 164 km lång. Montes Pyrenaeus har fått sitt namn av den tyske astronomen Johann Heinrich von Mädler efter Pyrenéerna i Europa på Jorden. Detta, liksom övriga namn av von Mädler på månberg, antogs officiellt av IAU som namn på bergskedjan 1961.
Montes Pyrenaeus sträcker sig från sydvästra sidan av den stora kratern Gutenberg - som har månhavet Mare Fecunditatis på sin östra sida - ned längs den östra sidan av månhavet Mare Nectaris. Mellan bergskedjan och det senare månhavet ligger kratern Bohnenberger. 